# Tuxpan, Michoacán de Ocampo
Tuxpan är en ort i Mexiko.   Den ligger i kommunen Tuxpan och delstaten Michoacán de Ocampo, i den södra delen av landet, 140 km väster om huvudstaden Mexico City. Tuxpan ligger 1 730 meter över havet och antalet invånare är 9 324.
Terrängen runt Tuxpan är huvudsakligen kuperad. Tuxpan ligger nere i en dal. Runt Tuxpan är det ganska tätbefolkat, med 116 invånare per kvadratkilometer. Närmaste större samhälle är Ciudad Hidalgo, 17,1 km nordväst om Tuxpan. Omgivningarna runt Tuxpan är en mosaik av jordbruksmark och naturlig växtlighet.